# Айсары
Айсары (каз. Айсары, до 2018 г. — Глазуновка) — село в Костанайском районе Костанайской области Казахстана. Административный центр Айсаринского сельского округа. Находится примерно в 35 км к югу от центра города Костаная. Код КАТО — 395443100.

## Население
В 1999 году население села составляло 1239 человек (601 мужчина и 638 женщин). По данным переписи 2009 года, в селе проживало 1169 человек (555 мужчин и 614 женщин).